# Chirologie
 (mars 2016).
Si vous disposez d'ouvrages ou d'articles de référence ou si vous connaissez des sites web de qualité traitant du thème abordé ici, merci de compléter l'article en donnant les références utiles à sa vérifiabilité et en les liant à la section « Notes et références ».
La chirologie ou chirognomonie, est une pseudo-science,  qui prétend étudier les corrélations entre la forme de la main ou les plis de sa peau et certaines tendances physiques, psychiques et mentales. Cependant, aucune étude scientifique n'est jamais venue corroborer ces hypothèses de départ.